# Stratiomys barbata
Stratiomys barbata är en tvåvingeart som först beskrevs av Friedrich Hermann Loew 1866.  Stratiomys barbata ingår i släktet Stratiomys och familjen vapenflugor. Inga underarter finns listade i Catalogue of Life.